# Municipio de Upper Little River
El municipio de Upper Little River (en inglés: Upper Little River Township) es un municipio ubicado en el  condado de Harnett en el estado estadounidense de Carolina del Norte. En el año 2020 tenía una población de 8.867 habitantes.

## Geografía
El municipio de Upper Little River se encuentra ubicado en las coordenadas 35°26′18.47″N 78°56′57.27″O / 35.4384639, -78.9492417.